# دربادماهوئية (غوغر)
دربادماهوئیة (بالفارسية: دربادماهوئیه) هي قرية تقع في إيران في قسم غوغر الريفي.